# Rhagodista diabolica
Rhagodista diabolica es una especie de arácnido  del orden Solifugae de la familia Rhagodidae.

## Distribución geográfica
Se encuentra en Irán.